# Frullania stricta
Frullania stricta là một loài rêu tản trong họ Jubulaceae. Loài này được (F. Weber) Lindenb. miêu tả khoa học lần đầu tiên năm 1845.